# Karel Ferdinand van Oostenrijk

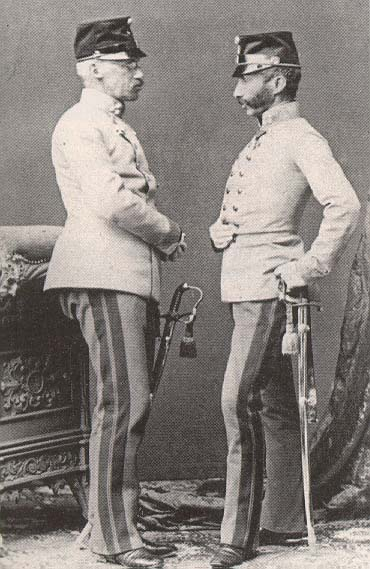
Albrecht van Oostenrijk-Teschen (links) en Karel Ferdinand van Oostenrijk (rechts)

Karel Ferdinand van Oostenrijk (Wenen, 29 juli 1818 – 20 november 1874), aartshertog van Oostenrijk, was de zoon van aartshertog Karel van Oostenrijk-Teschen (zoon van keizer Leopold II) en Henriëtte Alexandrine van Nassau-Weilburg (dochter van Frederik Willem van Nassau-Weilburg).

## Huwelijk en gezin
Hij trouwde op 18 april 1854 te Wenen met aartshertogin Elisabeth Francisca Maria van Oostenrijk, dochter van Jozef van Habsburg-Lotharingen en Maria Dorothea van Württemberg. Zij was, net als Karel Ferdinand, een kleinkind van keizer Leopold II. Karel Ferdinand en Elisabeth kregen zes kinderen:
- Frans Jozef (5 maart – 13 maart 1855)
- Frederik (1856-1936), getrouwd met Isabella van Croÿ
- Maria Christina (1858-1929), getrouwd met Alfons XII van Spanje
- Karel Stefan (1860-1933), getrouwd met Maria Theresia van Oostenrijk, prinses van Toscane, dochter van Karel Salvator van Oostenrijk en dus een kleindochter van Leopold II van Toscane
- Eugeen (1863-1954)
- Eleonore (19 november – 9 december 1864)

Hij stierf op 56-jarige leeftijd.